# 金冠堂

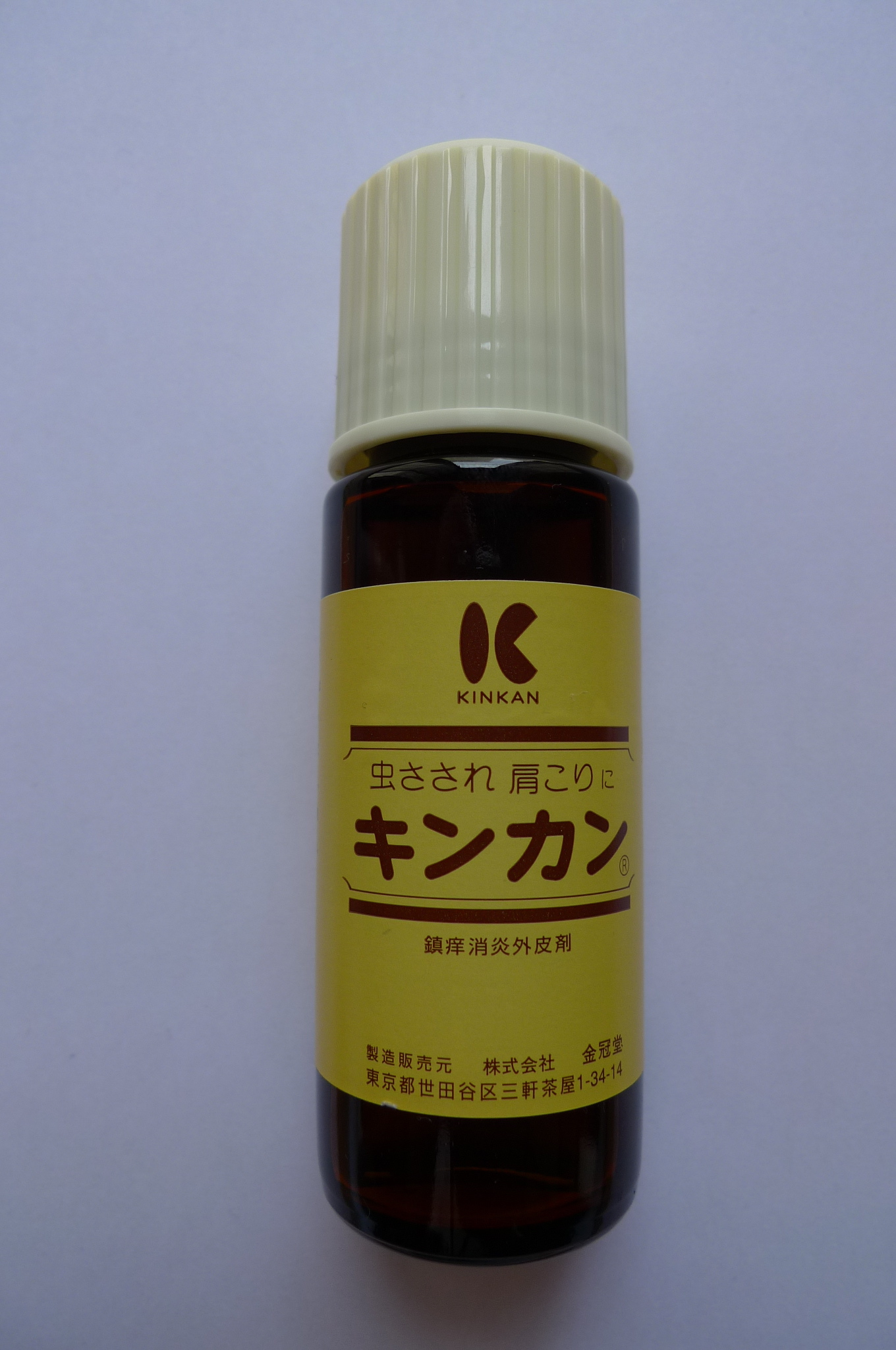
主力商品のキンカン55ml

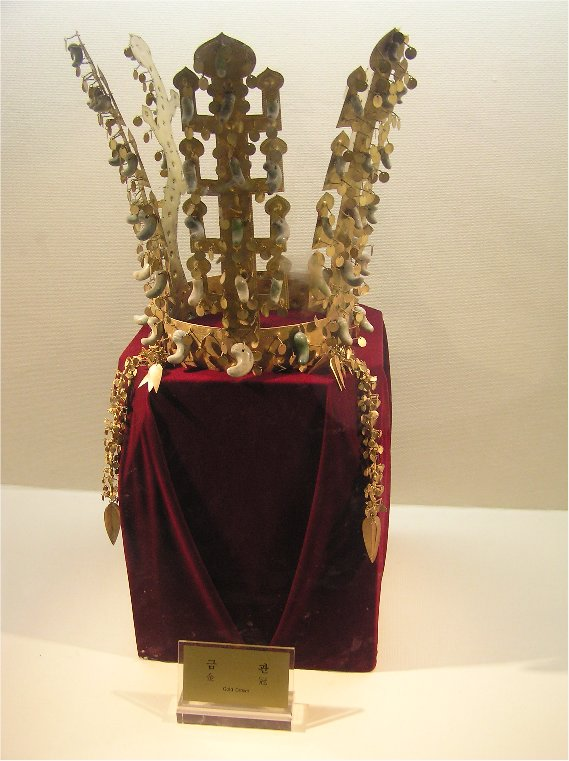
社名の由来となった新羅の金製王冠

株式会社金冠堂（きんかんどう）は、日本の製薬会社で、本社は東京都世田谷区三軒茶屋一丁目34番14号にある。主力商品は外用薬の「キンカン」で、創業者は山﨑榮二。
社名の正式な表記は、堂の字の下の部分は土ではなく圡である。これは創業者が社名の画数で験を担いだために生まれた漢字であり、本来このような漢字は存在しない。
社名の由来は1926年（大正15年）に朝鮮の慶州で発掘された古代新羅の王冠にちなんで名付けられた。当時山﨑は京城（現：ソウル）に移住し研究をしていた。

## 歴史
- 1925年（大正14年）12月 - 日本統治下の朝鮮で、金冠堂研究所を設立。万能外用薬「キンカン」開発開始。
- 1926年（大正15年）6月 - 合名会社金冠堂設立。
- 1936年（昭和11年）4月 - 合資会社金冠堂に改組。
- 1942年（昭和17年） - 「キンカン」が、傷薬「癒創液」として軍需品に指定。
- 1943年（昭和18年）6月 - 株式会社金冠堂に改組。
- 1945年（昭和20年）11月 - 世田谷区三軒茶屋に本社および工場を設立。
- 1997年（平成9年）
  - 1月 - 本社新社屋落成。同時に埼玉県本庄市児玉町に工場を移転。
  - 4月 - 販売会社として、株式会社キンカン[3]を設立。
- 2020年（令和2年） - 本社を世田谷区若林に移転。
- 2024年（令和6年） - 本社を世田谷区三軒茶屋に再移転。

## 事業所
本社
- 東京都世田谷区若林1丁目34番14号

埼玉工場
- 埼玉県本庄市児玉町共栄350-2

## 商品

### 医薬品
- キンカン【第2類医薬品】
- キンカン ノアール【第2類医薬品】
- キンカン ピラック【指定第2類医薬品】- 2014年（平成26年）3月発売。アンテドラッグステロイド成分（吉草酸酢酸プレドニゾロン）配合のかゆみ止めクリーム。
- キンカンソフトかゆみどめ【第2類医薬品】

### 防除用医薬部外品
- キンカン 虫よけスプレー

### 医薬部外品
- トラスティ ロイヤル - 2015年（平成27年）10月発売。2種類の有効成分（グリチルリチン酸二カリウム・酢酸DL-α-トコフェロール）に、和の植物エキスと4種類のうるおい成分（ヒアルロン酸・セラミド・コラーゲン・エラスチン）を配合し、合成着色料・エタノール・タール系色素・パラベン・鉱物油・合成香料フリー設計とした敏感肌向け全身用クリーム。15gと50gの2サイズを設定し、いずれもチューブ入りのみの設定である。

### 化粧品
- キンカンのすっきり綿棒 - 2014年（平成26年）9月発売。綿球に凸凹加工を施したウェットタイプの綿棒。2016年（平成28年）2月にローズの香りを追加発売。

### 食品
- キンカンの金柑のど飴

### 販売終了品
- トラスティ 薬用クリーム【医薬部外品】
- キンカンMini【第2類医薬品】 - キンカン 15mlの2本入りパッケージ。「キンカン」の15mlブリスターパック及び「ぷちキンカン」へ継承。
- キンカン スポーツゲル
- キンカン パッチ
- キンカン クールスプレー
- キンカン ルギンクリーム【指定第2類医薬品】 - アンテドラッグステロイド成分（吉草酸酢酸プレドニゾロン）配合。「キンカン ピラック」に継承
- キンカン クールソフト【第3類医薬品】 - ジフェンヒドラミン塩酸塩配合。アンモニア・ステロイド成分無配合[注釈 1]
- キンカン HPローション【第2類医薬品】 - ヘパリン類似物質を配合したローション。2014年（平成26年）9月に容器、パッケージを変更してリニューアル。
- ぷちキンカン【第2類医薬品】
- キンカン アズレアイうがい液【第3類医薬品】 - アズレンスルホン酸ナトリウム配合のうがい薬。「キンカン うがいのABC」に継承
- 水溶性アズレンうがい薬【第2類医薬品】
- キンカン うがいのABC【第3類医薬品】 - 2014年（平成26年）9月発売。アズレンスルホン酸ナトリウム配合のうがい薬。希釈用コップ同梱。
- キンカンユーカリベールUV（SPF30/PA++） - 2015年（平成27年）2月発売。パラベンフリー設計・直塗りジェルタイプの日やけ止め。キャップは紫外線が強くなると色が濃くなる簡易チェック機能付。
- ASSY フットケアミスト - 2015年（平成27年）2月発売。10種類の保湿成分を配合したミストタイプのフットローション。
- キンカン 虫よけローション
- キンカン 虫よけミスト
- 金柑のど飴【食品】
- キンカン 熱トリーゼ【雑貨】 - スプレーして氷を吹き付けたタオルやハンカチに当てるだけでクールダウンする熱とりスプレー。
- キントリーゼ【雑貨】 - ウイルスや細菌に対する除菌効果や悪臭の元を分解する消臭効果に優れた中性電解除菌水。
- キンカン ユーカリヴェール【雑貨】 - 2014年（平成26年）3月発売。虫の嫌いなアロマオイルを使用したシートタイプの虫よけ。

## CMキャラクター

### 現在
- オーイシマサヨシ（2020年5月28日[4] - ）

### 過去
- 江戸家小猫（四代目 江戸家猫八）
- 小林亜星
- 宮崎あおい
- すほうれいこ
- 宮本和知
- さくらまや（2011年4月 - 2012年3月）
- 本田望結（2012年4月 - ）
- グッチ裕三
- 平愛梨

## 提供番組
現在
- めざまし8（フジテレビ系列）[注釈 2]

過去
- キンカン素人民謡名人戦→キンカン民謡セレクション→キンカン民謡ふるさとめぐり（フジテレビ系列、一社提供、1961年2月14日 - 1995年9月29日）[注釈 3]
- 晴れたらイイねッ!→晴れたらイイねッ!Let'sコミミ隊（フジテレビ系列。1995年10月7日から2006年9月24日まで一社提供[注釈 4]）
- 情報プレゼンター とくダネ!（フジテレビ系列）
- ポップUP!（フジテレビ系列）[注釈 5]
- トミカ絆合体 アースグランナー（テレビ大阪製作・テレビ東京系列）[注釈 6]
- THE・サンデー（日本テレビ系列、2007年4月 - 2008年3月に提供）
- スーパージョッキー（日本テレビ系列、提供時期不明）
- 笑点（日本テレビ系列、1990年代中盤の40分番組時代の末期 - 30分番組移行後の初期に提供していたことがある。正確な時期は不明）

スポンサークレジット表記は、すべて主力商品の「キンカン本舗」となっている。